# Spring Break Anthem
Spring Break Anthem − utwór amerykańskiej grupy komików hip-hopowych The Lonely Island, pochodzący z trzeciego albumu zespołu The Wack Album. Został opublikowany 5 maja 2013 jako drugi singel promujący ten album. Jest satyrą na kulturę amerykańskich wakacji wiosennych, przedstawionych jako odbywające się w atmosferze wrzaskliwości i nieodpowiedzialności; zestawiono z nimi ideę małżeństwa osób tej samej płci.
„Spring Break Anthem” został napisany w toku prac nad drugim albumem zespołu (Turtleneck & Chain z 2011), jednak do czasu nagrywania trzeciego albumu artyści nie uznawali go za ukończony. „Chcieliśmy ukazać jak absurdalne jest to, że zachowanie w czasie wakacji wiosennych jest uważane za normalne, a zawieranie małżeństwa homoseksualnego za chore, kiedy w rzeczywistości jest na odwrót” − powiedział Akiva Schaffer. Andy Samberg dodał, że kiedy członkowie grupy obejrzeli teledysk, zauważyli jeszcze jeden argument: „jak wielu macho, gości od burd, którzy mają tak wielki problem z małżeństwem homoseksualnym, nie ma problemu z zachowywaniem się jak spółkujące zwierzęta, podczas gdy małżeństwo homoseksualne jest dla ludzi, którzy chcą być cywilizowani, mieć prawa i dbać o siebie nawzajem”.
W teledysku do utworu wystąpili gościnnie Edward Norton, James Franco i Zach Galifianakis.
Zespół wykonał utwór na żywo w ramach YouTube Comedy Week. Muzycy odegrali około czterech prób piosenki, a nagromadzenie utworów wymagających dużej energii, takich jak ten, spowodowało, że stracili oni głosy na kilka dni po wydarzeniu.
Według The A.V. Club jest to jeden z ośmiu najlepszych utworów na The Wack Album.